# Xã South Litchfield, Quận Montgomery, Illinois
Xã South Litchfield (tiếng Anh: South Litchfield Township) là một xã thuộc quận Montgomery, tiểu bang Illinois, Hoa Kỳ. Năm 2010, dân số của xã này là 3.408 người.